# Distrikt Matucana
Der Distrikt Matucana liegt in der Provinz Huarochirí der Region Lima im zentralen Westen von Peru. Der Distrikt hat eine Fläche 179,44 km². Beim Zensus 2017 lebten 4058 Einwohner im Distrikt. Im Jahr 1993 lag die Einwohnerzahl bei 5700, im Jahr 2007 bei 4508. Die Distriktverwaltung befindet sich in der 2378 m hoch gelegenen Provinzhauptstadt Matucana.

## Geographische Lage
Der Distrikt Matucana befindet sich nord-zentral in der Provinz Huarochirí. Er liegt in der peruanischen Westkordillere am Oberlauf des Río Rímac, der ihn in südwestlicher Richtung durchfließt. Eine Güterbahnstrecke verläuft durch das Flusstal des Río Rímac.
Der Distrikt Matucana grenzt im Nordwesten an die Distrikte San Mateo de Otao und San Juan de Iris, im Norden an den Distrikt Carampoma, im Osten an den Distrikt San Mateo, im Südosten an den Distrikt San Damián sowie im Westen an den Distrikt Surco.